# Richia aphronus
Richia aphronus là một loài bướm đêm trong họ Noctuidae.